# 階級國家
階級國家，政治學術語，指一種政府形態的国家，國家主權依照人民所屬階級的特權，進行分配。可分成地主階級國家、資產階級國家與無產階級國家等。

## 歷史
在歐洲歷史上，中世紀時，神聖羅馬帝國中，除了皇帝之外，還有帝國議會；在各邦中，除了諸侯，還有地主特權階級代表組成邦議會。封建領主在其領地有無限權力，地主在其土地對佃農有無限權力，但在國家主權層級，雙方產生權力制衡關係，形成階級國家。
中世紀結束時，在歐洲的多數階級國家，都轉化成君主專制國家，王權戰勝了各地領主。但在英國，階級國家轉化為君主立憲。